# Lago Puyehue
Lago Puyehue är en sjö i Chile. Den ligger i den södra delen av landet, 800 km söder om huvudstaden Santiago de Chile. Lago Puyehue ligger 187 meter över havet. Arean är 157 kvadratkilometer. Den sträcker sig 11,5 kilometer i nord-sydlig riktning, och 23,3 kilometer i öst-västlig riktning.
Följande samhällen ligger vid Lago Puyehue:
- Puyehue (3 932 invånare)

Trakten runt Lago Puyehue består i huvudsak av gräsmarker. Runt Lago Puyehue är det mycket glesbefolkat, med 6 invånare per kvadratkilometer.